# دهستان نگین کویر
دهستان نگین کویر، یکی از دهستان‌های بخش نگین کویر شهرستان فهرج در استان کرمان ایران است. مرکز این دهستان، شهر دهنو اسلام‌آباد است.

## جمعیت
بر پایه سرشماری عمومی نفوس و مسکن در سال ۱۳۹۵، جمعیت دهستان نگین کویر برابر با ۲۰٬۴۷۴ نفر بوده‌است.